# آندرس اول
آندرس اول (استونیایی: Andrus Öövel؛ زادهٔ ۱۷ اکتبر ۱۹۵۷) سیاستمدار اهل استونی است. وی از سال ۱۹۹۵ تا ۱۹۹۹ وزیر دفاع استونی بوده است. اول از سال ۱۹۷۴ تا ۱۹۸۴ ورزشکار قایقرانی روئینگ بوده و قهرمان جمهوری شوروی سوسیالیستی استونی بوده.